# 雨久花科
雨久花科属鴨蹠草目，共有9属约30种，主要分布于热带地区，中国原生有2属共6种，分布在南方，现已引进几个品种。
本科植物都是多年生或一年生水生草本；叶浮水或沉水，基部有鞘；花两性，两侧对称，花被为花瓣状，6片，分离或合生；果实为膜质的蒴果。其中重要的品种凤眼蓝已经成为世界许多地方的有害入侵物种。
1981年的克朗奎斯特分类法将其列入百合目，1998年根据基因亲缘关系分类的APG 分类法认为应该归入鸭跖草目。

## 属
- 凤眼蓝属 Eichhornia
- 球丝花属 Eurystemon Alexander, 1937
- 异蕊花属 Heteranthera
- 绿水杉属 Hydrothrix
- 雨久花属 Monochoria
- 梭鱼草属 Pontederia
- 丽鱼草属 Reussia Endl., 1836
- 金梭草属 Scholleropsis
- 拟甘藻属 Zosterella